# Distretto di Si Bun Rueang
Il distretto di Si Bun Rueang (in thailandese: ศรีบุญเรือง) è un distretto (amphoe) della Thailandia, situato nella provincia di Nong Bua Lamphu.